# Морган, Эсме
Эсме Бет Морган (англ. Esme Beth Morgan; род. 18 октября 2000, Шеффилд, Йоркшир и Хамбер) — английская футболистка, центральный защитник американского клуба «Вашингтон Спирит» и национальной сборной Англии.

## Ранние годы
Морган начала играть в футбол в возрасте 4 лет в мужской команде «Экклсолл Рейнджерс» и оставалась в команде до 16 лет. Она также играла за женскую команду «Ворсборо Бридж».

## Клубная карьера

### «Манчестер Сити»
Воспитанница молодёжной команды «Манчестер Сити», Морган подписала свой первый профессиональный контракт с клубом в июне 2019 года. Ранее, 24 сентября 2017 года, дебютировала за основную команду в победном матче чемпионата против «Йовил Тауна». Сезон 2019/2020 она провела в аренде в «Эвертоне».
2 мая 2021 года, в сезоне 2020/2021, Морган забила свой дебютный гол за «Сити» в матче против «Бирмингем Сити» (4:0), c передачи Лорен Хемп на 85-й минуте.
В сентябре 2021 года Морган получила перелом голени в матче против «Тоттенхэма» на стадионе Академии «Манчестер Сити». Позже она вернулась в стартовый состав «Сити».
18 января 2022 года Морган подписала трёхлетнее продление контракта с «Сити». 6 ноября 2022 года она впервые была капитаном своего клуба в победной игре против «Рединга» (3:0).
27 мая 2024 года было объявлено, что Морган покинет клуб.

### «Вашингтон Спирит»
13 июня 2024 года было объявлено, что Морган подписала четырёхлетний контракт с клубом «Вашингтон Спирит» из Национальной женской футбольной лиги, получив право играть с 15 июля. 15 сентября дебютировала за клуб в победном матче против «Хьюстон Даш» (3:0).

## Карьера за сборную

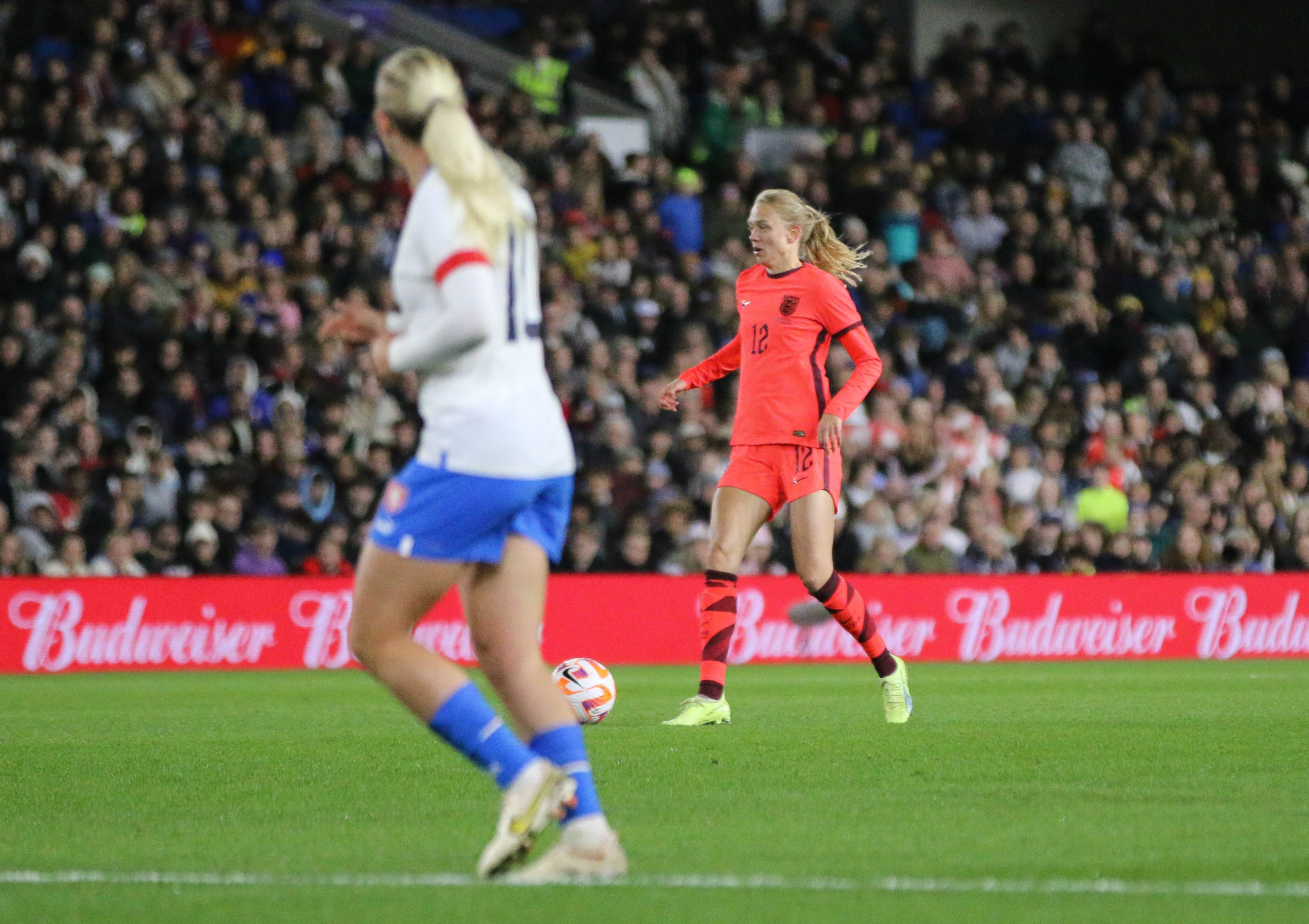
Морган (справа) во время своего дебютного матча за сборную Англии против Женская сборная Чехии по футболу в октябре 2022 года.

Морган выступала на всех уровнях молодёжной сборной Англии с тех пор, как её впервые вызвали в команду до 17 лет в 2017 году.
Морган была вызвана в национальную сборную Англии на тренировочный лагерь в сентябре 2020 года, а затем отсутствовала из-за травмы с сентября 2021 года по конец 2022 года.
12 октября 2022 года Морган впервые сыграла за национальную сборную Англии, выйдя на замену в перерыве товарищеского матча против сборной Чехии.
18 ноября 2022 года был объявлен ее номер наследия в сборной Англии — 224.
31 мая 2023 года Морган была включена в состав сборной на чемпионат мира 2023 года, который состоялся в июле 2023 года, где она весь турнир провела на скамейке запасных.

## Стиль игры
Морган начала свою взрослую карьеру в качестве нападающего, прежде чем стала защитником. В основном она играет на позиции центрального защитника, но может также играть в качестве опорного полузащитника и на флангах защиты. Её описывают как интуитивного и универсального защитника, который знает, когда проявить инициативу.

## Личная жизнь
Несмотря на то, что Морган выросла в Шеффилде, она всю жизнь болела за «Манчестер Сити», прежде чем подписала контракт с «голубыми» в 2017 году. Она говорит, что у неё был абонемент на игры «Сити» с трех лет, и она «мечтала играть за этот клуб всю свою жизнь.

## Статистика

### Клубная
| Клуб             | Сезон      | Лига              | Лига  | Лига | Кубок | Кубок | Кубок лиги | Кубок лиги | Континент | Континент | Другое | Другое | Итог  | Итог |
| Клуб             | Сезон      | Дивизион          | Матчи | Голы | Матчи | Голы  | Матчи      | Голы       | Матчи     | Голы      | Матчи  | Голы   | Матчи | Голы |
| ---------------- | ---------- | ----------------- | ----- | ---- | ----- | ----- | ---------- | ---------- | --------- | --------- | ------ | ------ | ----- | ---- |
| Манчестер Сити   | 2017/18    | Женская суперлига | 7     | 0    | 0     | 0     | 3          | 0          | 0         | 0         | —      | —      | 10    | 0    |
| Манчестер Сити   | 2018/19    | Женская суперлига | 6     | 0    | 0     | 0     | 3          | 0          | 0         | 0         | —      | —      | 9     | 0    |
| Манчестер Сити   | 2020/21    | Женская суперлига | 12    | 1    | 2     | 0     | 4          | 0          | 5         | 0         | 1      | 0      | 24    | 1    |
| Манчестер Сити   | 2021/22    | Женская суперлига | 2     | 0    | 0     | 0     | 0          | 0          | 2         | 0         | —      | —      | 4     | 0    |
| Манчестер Сити   | 2022/23    | Женская суперлига | 17    | 0    | 1     | 0     | 4          | 0          | 1         | 0         | —      | —      | 23    | 0    |
| Манчестер Сити   | 2023/24    | Женская суперлига | 9     | 0    | 2     | 0     | 4          | 0          | —         | —         | —      | —      | 15    | 0    |
| Манчестер Сити   | Итог       | Итог              | 53    | 1    | 5     | 0     | 18         | 0          | 8         | 0         | 1      | 0      | 85    | 1    |
| Эвертон (аренда) | 2019/20    | Женская суперлига | 11    | 1    | 0     | 0     | 2          | 0          | —         | —         | —      | —      | 13    | 1    |
| Вашингтон Спирит | 2024       | Национальная лига | 6     | 0    | 0     | 0     | —          | —          | —         | —         | —      | —      | 6     | 0    |
| Общий итог       | Общий итог | Общий итог        | 70    | 2    | 5     | 0     | 20         | 0          | 8         | 0         | 1      | 0      | 104   | 2    |

1. 1 2 3  Матчи в Лиге чемпионов

### Международная
| Сборная | Год  | Матчи | Голы |
| ------- | ---- | ----- | ---- |
| Англия  | 2022 | 3     | 0    |
| Англия  | 2023 | 4     | 0    |
| Англия  | 2024 | 3     | 0    |
| Итог    | Итог | 9     | 0    |

## Достижения

### Клубные

#### «Манчестер Сити»
- Обладательница Кубка Англии: 2019/20
- Обладательница Кубка английской лиги[англ.]: 2021/22

### Международные
- Вице-чемпионка мира: 2023
- Победительница Женской Финалиссимы: 2023
- Чемпионка Европы: 2025